# Фастовецкое сельское поселение
Фастовецкое сельское поселение — муниципальное образование в Тихорецком районе Краснодарского края России.
В рамках административно-территориального устройства Краснодарского края ему соответствует Фастовецкий сельский округ.
Административный центр — станица Фастовецкая.

## Население
| 2010  | 2012  | 2013  | 2014  | 2015  | 2016  | 2017  |
| ----- | ----- | ----- | ----- | ----- | ----- | ----- |
| 8678  | ↘8661 | ↘8622 | ↘8579 | ↘8555 | ↘8537 | ↘8481 |
| 2018  | 2019  | 2020  | 2021  | 2023  |       |       |
| ↘8433 | ↗8436 | ↘8321 | ↗8865 | ↘8727 |       |       |

## Населённые пункты
В состав сельского поселения (сельского округа) входят 3 населённых пункта:
| № | Населённый пункт | Тип населённого пункта | Население (чел.) |
| - | ---------------- | ---------------------- | ---------------- |
| 1 | Криница          | хутор                  | ↘41              |
| 2 | Тихонький        | хутор                  | ↘64              |
| 3 | Фастовецкая      | станица                | ↗8729            |